# Orangetree
Orangetree est une census-designated place située dans le comté de Collier, dans l’État de Floride, aux États-Unis.

## Démographie
| 2000 | 2010  | - | - | - | - |
| ---- | ----- | - | - | - | - |
| 950  | 4 406 | - | - | - | - |

Lors du recensement de 2010, elle comptait 4 406 habitants.